# Estoy enamorado
"Estoy enamorado" é uma canção originalmente gravada por Donato y Estefano em seu álbum de Mar y Adentro em 1995. Em 2009, a cantora mexicana Thalía regravou a canção e a lançou como terceiro single do seu primeiro álbum ao vivo Primera Fila, com a participação do cantor porto-riquenho Pedro Capó. "Estoy Enamorado" foi lançado como terceiro single oficial nos Estados Unidos, México e Porto Rico, enquanto na Argentina, Espanha e Europa foi lançado "Enséñame a vivir" como terceiro single.

## Desempenho nas tabelas musicais e certificação

### Posições
| Chart (2010)                               | Maior posição |
| ------------------------------------------ | ------------- |
| Estados Unidos (Billboard Hot Latin Songs) | 28            |
| Estados Unidos (Billboard Latin Pop Songs) | 6             |
| México (Monitor Latino)                    | 1             |